# Pornothemis
Pornothemis är ett släkte av trollsländor som ingår i familjen segeltrollsländor. Släktet omfattar de två arterna Pornothemis serrata
och Pornothemis starrei.: